# Кларк, Стивен
Стивен Мэйнард Кларк (англ. Stephen Maynard Clark; 23 апреля 1960 — 8 января 1991) — британский музыкант: гитарист и автор песен. Наиболее известен как соло-гитарист британской группы Def Leppard.

## Биография

### Семья
Родители — мать Бэрил (Beryl), отец Барри (Barrie), младшие братья Крис (Chris) и Кевин (Kevin).
Женат не был. Невеста Лорелей Шеллист (Lorelei Shellist) — её можно увидеть в «Behind The Music», а также в клипе «Armageddon It». Позже она брала интервью у DL во время их тура в 2000 году для журнала. В 2009 году она выпустила книгу «Runaway Runaway», в которой подробно рассказывала об их отношениях со Стивом и её карьере модели.

### Образование
Учился в Wisewood Comprehensive School, Sheffield, England. Во время обучения в школе научился играть на гитаре.

### Пресса
Стивен первый из участников DL, о ком написали в прессе. В июле 1972 года о нём написали в газете «Sheffield Star», в которой работал отец Стива.

### Первые группы
Стив играл в «Electric Chicken» и ещё некоторых местных группах во время обучения в школе и колледже. Музыкальное влияние на него оказал гитарист Джимми Пейдж из «Led Zeppelin».
Стив играл в основном на гитарах Gibson, одной из его любимых гитар была классическая Les Paul. Также он использовал Firebird и с двойными грифом EDS-1275. Другие гитары — Fender Stratocaster, на которой он играл «Love Bites» в туре в поддержку «Hysteria». Dean Cadillac можно увидеть в клипе на песню «Me & My Wine» 1984 года.

### Работа вне группы
Единственной такой работой Стива было участие в записи бэквокала для песни Минка ДеВилля (Mink DeVille) «Italian Shoes» в 1985 году вместе с другими участниками «Def Leppard» Филом Колленом и Джо Эллиотом.
Стив является автором многих лучших гитарных соло раннего творчества группы, включая альбом 1983 года «Pyromania». Он написал рифы к песням «Photograph», «Stagefright» и «Rock! Rock! (Till You Drop)». Также ему принадлежит инструментальный трек «Switch 625» из альбома «High ’n’ Dry». Также Стив является соавтором 7-ми песен, работа над которыми была завершена уже после его смерти и включены в альбом «Adrenilize». Все его гитарные партии для альбома сыграл Фил Коллен, и были посвящены памяти Стива.

### S.M.C.
Фил Коллен написал короткую инструментальную песню, как колыбельную для своего сына Рори, позже он назвал её в честь Стива, и она была включена в сингл «Two Steps Behind», вышедший в Англии в сентябре 1993 года. Эту песню DL играли также в начале тура мирового турне в 1992 году в качестве вступления перед «Bringing On A Heartbreak». Они исполняли её в туре по Европе, Англии, Ирландии, Австралии и Новой Зеландии.

### Последнее шоу
Последним выступлением для Стива стал концерт 27 октября 1988, в Такоме, Вашингтон, США. Это было последнее шоу мирового тура в поддержку альбома «Hysteria».
Последнее публичное появление Стива в Англии состоялось 16 февраля 1989 года, когда «Rocket» победила на The Pop’s London. На той же неделе прошла церемония Brit Awards, на которой выступили DL.

### Последнее публичное появление
Последний раз Стив появился на публике на церемонии MTV Awards в Лос Анджелесе, прошедшая 6 сентября 1989 года. Фотографии Стива на сцене и закулисами стали последними фото Стива с группой.

### Подробности смерти
Стив умер во сне в Челси, Лондон. Он жил в апартаментах со своей девушкой Джени Дин (Janie Dean), которая нашла его мёртвым в гостиной, после того, как он сильно напился накануне. Он жил напротив бара The Front Page, который сейчас называется The Pig’s Ear. Вскрытие показало, что он умер от смеси кодеина, морфина и алкоголя. Уровень алкоголя в его крови в 3 раза превышал допустимый в Англии уровень для вождения. Доказательств самоубийства найдено не было. Стив Кларк был похоронен на кладбище Wisewood в Шеффилде, недалеко от дома родителей.